# Hypokopelates mera
Hypokopelates mera är en fjärilsart som beskrevs av William Chapman Hewitson 1873. Hypokopelates mera ingår i släktet Hypokopelates och familjen juvelvingar. Inga underarter finns listade i Catalogue of Life.